# 頴娃久虎
頴娃 久虎（えい ひさとら）は、戦国時代から安土桃山時代にかけての武将。島津氏の家臣。頴娃氏7代当主。
頴娃氏は肝付氏の庶流。肝付氏11代・肝付兼元の子・兼政が頴娃を名乗ったことから始まる。
永禄元年（1558年）、頴娃兼賢の次男として誕生。元亀元年（1570年）に腹違いの兄・兼有が弑害された為に後を継いだ。天正4年（1576年）の高原城攻め、翌々年の耳川の戦いに参加する。次いで天正8年（1580年）の水俣出兵にも参加し、この頃までに薩摩国頴娃（現・鹿児島県南九州市）、薩摩指宿（現・鹿児島県指宿市）の両地頭を兼ねた。
天正10年（1582年）頃からは肥前国への出兵に参加し、千々輪（千々石）城攻防戦で戦傷を負う。天正12年（1584年）の島原の陣にも参加、天正13年（1585年）には山田有信と共に肥前などを偵察し、島津義弘によって手柄を激賞されている。天正15年（1587年）4月の根白坂の戦いにも参加しているが、同年死去。享年30。